# Eheurkunde

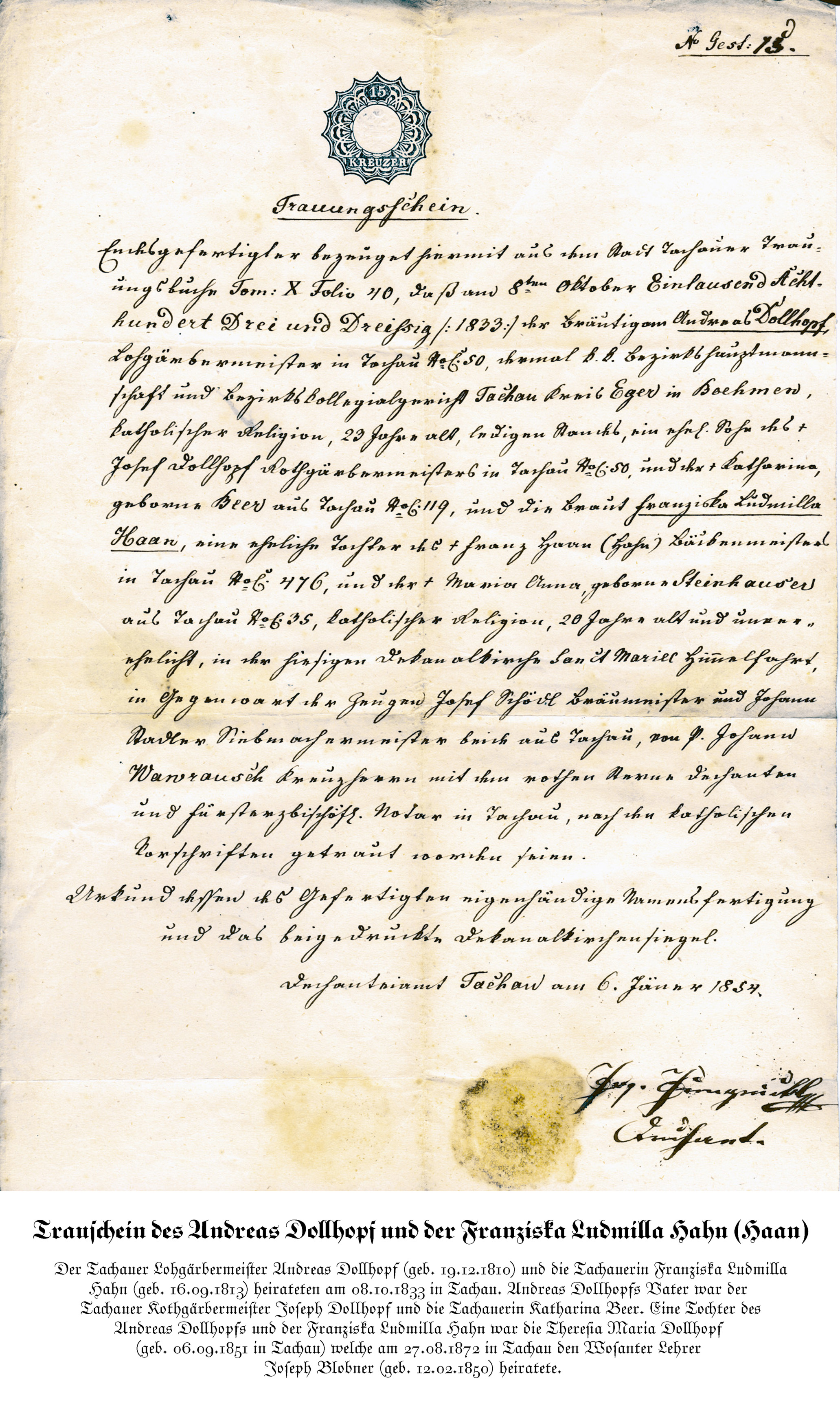
Abschrift einer k.u.k. Heiratsurkunde, 1854

Standesamtliche Heiratsurkunde, Bremen 1912

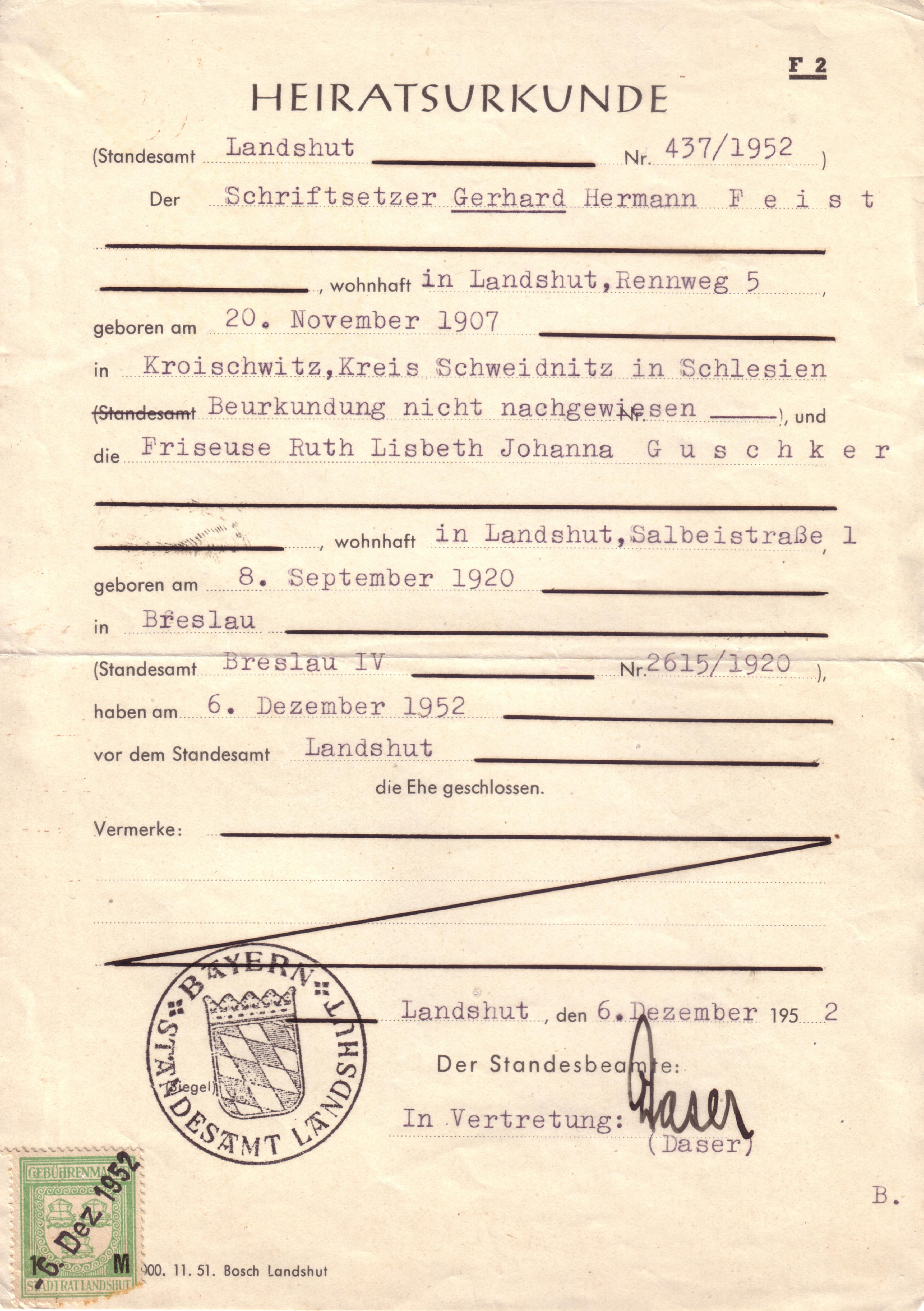
Heiratsurkunde aus dem Jahre 1952

Die Eheurkunde ist in Deutschland der Beweis für die Eheschließung (§ 54 Abs. 2, § 55 Abs. 1 Nr. 2 PStG). Sie gehört wie die Lebenspartnerschaftsurkunde zu den Personenstandsurkunden.
Das Personenstandsrechtsreformgesetz löste zum 1. Januar 2009 die bisherigen Personenstandsbücher durch elektronische Personenstandsregister ab. Seitdem wird kein Heiratsbuch mehr geführt, sondern ein Eheregister, aus dem Eheurkunden ausgestellt werden (§ 3 Abs. 1 Nr. 1, § 15, § 55 Abs. 1 Nr. 2, § 57 PStG). Die Bezeichnung Heiratsurkunde kennt das Personenstandsgesetz nicht mehr.
Im Geltungsbereich des PStG der DDR vom 4. Dezember 1981 wurde die Heiratsurkunde seit dem 1. Januar 1982 als Eheurkunde bezeichnet.

## Inhalt der Eheurkunde
Die Eheurkunden werden durch den Standesbeamten aus den Einträgen im Eheregister erstellt und beurkundet (§ 55 Abs. 1 Nr. 2, Abs. 2 PStG). 
In die Eheurkunde werden gem. § 57 PStG aufgenommen
1. die Vornamen und Familiennamen der Ehegatten zum Zeitpunkt der Eheschließung sowie die sich aus dem Registereintrag zum Zeitpunkt der Ausstellung der Eheurkunde ergebenden Vornamen und Familiennamen,
2. Ort und Tag der Geburt der Ehegatten,
3. Ort und Tag der Eheschließung,
4. die rechtliche Zugehörigkeit eines Ehegatten zu einer Religionsgemeinschaft, sofern sich die Zugehörigkeit aus dem Registereintrag ergibt.

Eheurkunden werden auch aus den Familienbüchern, die als Heiratseinträge fortgeführt werden, ausgestellt (§ 77 Abs. 3 PStG).
Ist die Ehe aufgelöst, so werden am Schluss der Eheurkunde Anlass und Zeitpunkt der Auflösung angegeben.
Auch die Umwandlung einer Lebenspartnerschaft in eine Ehe entspricht rechtlich einer Eheschließung im Sinne von § 14 PStG. Im Falle einer gleichgeschlechtlichen Ehe sowie der Umwandlung einer Lebenspartnerschaft in eine Ehe sind die Leittexte in der Eheurkunde für die gleichgeschlechtlichen Ehegatten zu neutralisieren (anstelle von "Ehemann" und "Ehefrau" der Leittext "Ehegatten").

## Kosten
Seit dem 1. Januar 2009 werden die Gebühren der standesamtlichen Leistungen durch Landesrecht geregelt (§ 72 PStG).